# Station Kozárovce
Station Kozárovce (Slowaaks: Železničná stanica Kozárovce) is het treinstation van de Slowaakse gemeente Kozárovce.
Het ligt nabij het centrum van Slowakije, in zuidwestelijke richting, op de zuidelijke dwarslijn, tussen Zvolen en Levice. 
Binnen de gemeentelijke grenzen van Kozárovce ligt het station aan de zuidoostelijke kant, dichtbij verkeersweg 76, nabij de rivier Hron, in de Potočná-straat  (zijstraat van de Hlavná).
Het station was oorspronkelijk een spoorweghalte. Op 14 december 1912 werd deze omgevormd tot station, en dit ter gelegenheid van de opening van de sectie Kozárovce - Zlaté Moravce van lijn 141.
Het station is uitgerust met verhoogde perrons en bedient anno 2024 de volgende lijnen:
- Lijn 150: (Nové Zámky – Zvolen)
- Lijn 141: (Leopoldov – Kozárovce)

Dicht bij het station is een autobushalte voor regionaal verkeer.